# Карлаш Віктор Миколайович
Віктор Миколайович Карлаш (нар. 6 березня 1948) — радянський футболіст, півзахисник.

## Життєпис
У 1967-1972 роках грав за «Суднобудівник» (Миколаїв) у другій групі класу «А» (1967-1969) і другій групі класу «А» / другій лізі (1970-1972). Півфіналіст Кубку СРСР 1969 року.
У 1973 році — в складі «Зірки» (Тирасполь).